# غاري نيلسون
غاري نيلسون (بالإنجليزية: Garry Nelson)‏ (16 يناير 1961 في المملكة المتحدة - ) هو لاعب كرة قدم بريطاني في مركز الهجوم. لعب مع برايتون أند هوف ألبيون وتشارلتون أثلتيك وسويندون تاون ونادي بليموث أرجايل ونادي توركي يونايتد ونادي ساوثيند يونايتد ونوتس كاونتي.

## وصلات خارجية
- غاري نيلسون على موقع قاعدة بيانات كرة القدم.إي يو (الإنجليزية)
- غاري نيلسون على موقع Soccerbase.com (لاعب) (الإنجليزية)
- غاري نيلسون على موقع عالم كرة القدم.نت (الإنجليزية)